# Sambhavna Trust
Sambhavna Trust (также англ. Bhopal People's Health and Documentation Clinic) — благотворительный фонд группы врачей, учёных, писателей и социальных работников, различным образом связанных с катастрофой в Бхопале на заводе «Union Carbide» в декабре 1984 года. Sambhavna — это слово на санскрите и хинди, которое означает «возможность» и состоит из корней «sama» и «bhavna».
Клиника в ведении Sambhavna Trust открылась 2 сентября 1996 года по инициативе Санинатха Саранги (англ. Satinath Sarangi) в качестве бесплатной независимой неправительственной медицинской инициативы заботы о выживших в катастрофе. В клинике используется сочетание современных и традиционных (аюрведа, йога и т. д.) методов лечения пострадавших.
Клиника находится в середине наиболее сильно пострадавшей в результате катастрофы местности — в 400 метрах к югу от бывшего завода «Union Carbide» (23°16′53″ с. ш. 77°24′30″ в. д.). Клиника находится в непосредственной близости от местности, пострадавшей в результате загрязнения грунтовых вод от химических отходов, и функционирует с учётом принципов экологической устойчивости: для полива аптекарского огорода (выращивается около 90 лекарственных растений) при клинике используется сбор дождевой воды, для получения энергии используются солнечные батареи, для строительства использовался нетоксичный материал, и т. д.